# خورخي إنريكي أرياس
خورخي إنريكي أرياس (بالإسبانية: Jorge Enrique Arias) هو لاعب كرة قدم كولومبي، ولد في 13 نوفمبر 1992 في فاليدوبار في كولومبيا. لعب مع أتلتيكو جونيور.

## وصلات خارجية
- خورخي إنريكي أرياس على موقع قاعدة بيانات كرة القدم.إي يو (الإنجليزية)
- خورخي إنريكي أرياس على موقع Soccerway.com (الإنجليزية)
- خورخي إنريكي أرياس على موقع عالم كرة القدم.نت (الإنجليزية)
- خورخي إنريكي أرياس على موقع AS.com (الإسبانية)